# 썬더일레븐 (애니메이션)
이나즈마 일레븐(일본어: イナズマイレブン 이나즈마이레븐[*])은 일본의 게임 이나즈마 일레븐의 만화/애니메이션화 작품이다.
대한민국에서는 JEI 재능TV에서 작품을 수입하여 JEI 재능TV를 통해 2009년 10월 5일부터 『썬더일레븐』이라는 제목으로 한국어 더빙판을 방영 중이다. 투니버스에서도 방영권을 구입하여 재능TV 더빙판을 재방영하고 있다.

## 줄거리

### 축구 프런티어 편 (제 1 화 - 제 26 화)
약소 팀인 라이몬 중학교 축구부. 7명 밖에 없는 부원은 운동을 하지 않고 놀고있는 기색이었지만, 주장인 엔도는 중학교 축구 전국 대회 '축구 프런티어'에 출전을 포기하지 않고 연습을 계속했다. 거기에 전설의 에이스 스트라이커 고엔지 슈야가 라이몬 중학교로 전학 온다. 선망의 눈으로 축구부에 영입 엔도에 고엔지는 "이제 축구는 종료했다"고 단언한다. 그리고 때를 같이하여 전국 대회 40년 연패의 강호 제국 학원 축구부가 라이몬 중학교 축구부 연습 경기를 신청해 오지만, 이 경기에 승리해야 축구부는 폐부를 면하는 것으로 결정해 버린다.
엔도는 시합 전에 3명의 멤버를 채우기 위해 메가네, 한다 등을 영입하고, 마침네 제국과의 시합에 임한다.
하지만 처참하게 당하게 되고, 위기의 순간 고엔지 슈아가 라이몬의 편에 서서 뛰자, 엔도는 필살기 '갓 핸드'를 습득하여 제국의 데스존을 막아내고 그대로 고엔지에게 패스해 고엔지가 '파이어 토네이도'로 골을 넣게되고, 제국이 시합 포기를 선언하여 라이몬 축구부는 폐부를 면하게 된다.

### 위협의 침략자 편 (제 27 화 - 제 67 화)
축구 프런티어에서 우승을 차지한 라이몬 중학교 축구부. 하지만 거기에 하늘에서 검은 유성 같은 것이 내려. 라이 몬 중학교로 돌아온 그들이 본 것은, 파괴된 건물과 쓰러진 OB들이었다. 자신을 우주인이라고 자칭하는 수수께끼 팀 '에일리아 학원'은 축구 의한 세계 정복을 선언하고 번개 도시의 모든 학교를 파괴한다. 키라 감독을 맞이한 라이몬 일레븐은 일본 전역에서 함께 싸울 동료를 모아 에일리아 학원에 도전한다.

### 세계로의 도전! 편 (제 68 화 - 제 127 화)
앨리어스 학원과의 싸움에서 몇달 후 U-15 최초의 소년 축구 세계 대회 "풋볼 프런티어 인터내셔널 '(FFI)가 개최되게 되었다. 쿠도 감독의 지휘 아래, 엔도를 비롯한 16 명의 일본 대표팀 "이나즈마 재팬"의 세계 제일을 목표 도전이 시작됐다.

## 등장인물
엔도 마모루
라이몬 축구부의 열혈 주장. 성격은 긍정적이며 단순무식하다. (축구바보) 포지션은 골키퍼이지만
에일리아 전 때에는 미드필더로 활약 하기도 했다.
자신을 좋아하는 여자가 누군지도, 모르고, 알 필요도 없는 듯하다.
그저, 축구만 있으면 되는 듯하다.
자신의 할아버지인 엔도 다이스케의 헤어밴드를 착용했다.
카논의 증조 할아버지이다.
- 기술:갓 핸드, 마신 더 핸드, 열혈펀치, 폭발펀치, 정의의 철권, 이차원 더 핸드, 메가톤 헤드, 분노의 철퇴, 갓 캐치, 오메가 더 핸드, 기가톤 헤드, 갓핸드V 등
- 합체기술: 번개1호슛, 트리플 갓핸드, 번개 1호, 더 피닉스, 파이널 토네이도, 데스존2, 트라이 페가수스 등
- 초필살기 합체기술: 디 어스, 제트 스트림

엔도 카논
엔도 마모루의 140년 후 증손자(후손). 성격은 엔도와 같이 긍정적이며 단순한 면도 가지고 있지만 증조 할아버지인 엔도처럼 무식하지는 않다. 제트신발을 신고 하늘을 날아다니며 축구를 한다. 축구를 잘하여 미래에서도 인기가 많다. 엔도 가문에 따른 골키퍼가 아닌 포워드다. 오우거와의 싸움에서 활약한다. 증조 할아버지인 엔도를 좋아하고 동경하여 엔도를 따라하려고 머리에 헤어밴드를 착용했다. 외형은 주로 엔도와 키노 아키를 닮았다고 한다.
- 기술: 갓 캐논, 제네럴 부스트

나츠미(라이몬 나츠미, 엔도 나츠미)
라이몬 이사장의 딸로 카논의 증조 할머니이다. 엔도를 무시하고 얕보지만 속으로는 엔도를 내심 짝사랑하고 있다.
자존심이 세서 엔도에게 쉽게 고백하지 못하고 있다. 라이몬의 매니저 중 한 명.
이나즈마 일레븐 go 전에, 엔도에게 고백한 듯하다. 엔도와 결혼한다.
- 기술: 없음

고엔지 슈야
10년에 한 번 나온다는 전설의 에이스 스트라이커. 엔도의 '주문(?)'에 이끌려 축구에 복귀하게 된다.
동생 유카를 끔찍하게도 아낀다.
겉으로는 쿨하는 척하지만, 속으로는 마음 착한 순수한 소년이다.
- 기술: 파이어 토네이도, 폭렬 스톰등, 폭렬 스크류, 맥시멈 파이어 등
- 합체기술:드래곤 토네이도, 번개슛, 번개1호슛, 트윈부스트F, 파이널 토네이도 ,타이거 스톰,크로스 파이어, 그랜드 파이어 등
- 초필살기 합체기술: 디 어스, 제트 스트림

## 주제곡

### 오프닝
일어서는 거야 (立ち上がリーヨ) (1화 - 26화）
노래 - T-Pistonz
- CD에 수록되어 있는 노래랑 가사가 일부 다르다.
- 17화부터 영상이 약간 바뀐다.

진짜로 감사해! (マジで感謝!) (27화 - 54화）
노래 - T-Pistonz & KMC
이어질거야 (つながリーヨ) (55화 - 67화)
노래 - T-Pistonz & KMC
- 이나즈마 일레븐2의 오프닝 테마.

이기고서 울자! (勝って泣こうゼッ!) (68화 - 87화)
노래 - T-Pistonz & KMC
GOOD 키타! (GOODキター!) (88화 & 89화 - 107화）
노래 - T-Pistonz & KMC
- 이나즈마 일레븐3의 오프닝 테마.

우리들의 골! (僕らのゴォール！) (108화 - 127화)
노래 - T-Pistonz & KMC

### 엔딩
청춘 오뎅 (青春おでん) (1화 - 26화）
노래 - twe'lv
- 시즈오카 오뎅회의 응원가의 리메이크 버전이다. 오뎅을 소재로 한 음식송으로 화제가 되었다.
- 이 노래와 연관되어 있는 기분식품에서 twe'lv의 일러스트를 패키지로 한 오뎅 패키지 "청춘 오뎅"이 판매되고 있다.

청춘 버스가이드 (青春バスガイド) (27화 - 50화）
노래 - Berryz코보
유성 보이 (流星ボーイ) (51화 & 52화 - 67화）
노래 - Berryz코보
- 이나즈마 일레븐2의 엔딩 테마이기도 하다.

포효 보이 WAO! (雄叫びボーイ WAO!) (68화 - 87화)
노래 - Berryz코보
진심 봄버!! (本気ボンバー!!) (88화 & 89화 - 101화）
노래 - Berryz코보
- 이나즈마 일레븐3의 엔딩 테마이기도 하다.

샤이닝 파워 (シャイニングパワー！) (102화 - 112화)
노래 - Berryz코보
또 보자...의 계절 (またね…のキセツ) (113화 - 127화)
노래 - 이나즈마 올스타즈 (イナズマオールスターズ)